# Wereldkampioenschappen indooratletiek 1999
De wereldkampioenschappen indooratletiek 1999 werden gehouden van vrijdag 5 maart 1999 tot en met zondag 7 maart 1999 in de Japanse stad Maebashi. De kampioenschappen vonden plaats in de Green Dome en bestonden uit 28 wedstrijden (14 voor mannen en 14 voor vrouwen). 487 atleten uit 115 landen namen deel.

## Recordverbeteringen
Er werden twee wereldrecords verbeterd:
- Amerikaans mannenteam op de 4 x 400 m estafette naar 3.02,83 minuten.
- Russisch vrouwenteam op de 4 x 400 m estafette naar 3.24,25 minuten.

Er werd één Nederlands record verbeterd:
- Patrick van Balkom op de 200 m naar 20,94 seconden.

## Deelnemers

### Nederland
- Patrick van Balkom
  - 200 m - 4e in de halve finale met 21,15 s
- Ester Goossens
  - 400 m - 4e in de halve finale met 52,09 s
- Monique de Wilt
  - polsstokhoogspringen - 17e in de finale met 4,05 m

### België
- Maryline Troonen
  - 60 m horden - 6e in de series met 8,47 s
- Erik Wijmeersch
  - 200 m - 3e in de series met 21,74 s

## Uitslagen

### 60 m
| rang   | land | naam             | prestatie  |
| ------ | ---- | ---------------- | ---------- |
| Goud   | USA  | Maurice Greene   | 6,42 (WMR) |
| Zilver | USA  | Tim Harden       | 6,43 (PB)  |
| Brons  | GBR  | Jason Gardener   | 6,46 (AR)  |
| 4      | AUS  | Matt Shirvington | 6,52 (AR)  |
| 5      | NGR  | Deji Aliu        | 6,58       |
| 6      | JAM  | Donovan Powell   | 6,59       |
| 7      | GBR  | Jason Livingston | 6,63       |
| 8      | CAN  | Bruny Surin      | 6,64       |

| rang   | land | naam              | prestatie |
| ------ | ---- | ----------------- | --------- |
| Goud   | GRE  | Ekateríni Thánou  | 6,96 (WL) |
| Zilver | USA  | Gail Devers       | 7,02      |
| Brons  | CAN  | Philomena Mensah  | 7,07      |
| 4      | BAH  | Sevatheda Fynes   | 7,09      |
| 5      | NGR  | Joan Uduak Ekah   | 7,10      |
| 6      | BUL  | Petya Pendareva   | 7,12      |
| 7      | NGR  | Endurance Ojokolo | 7,19      |
|        | USA  | Inger Miller      | DSQ       |

### 200 m
| rang   | land | naam               | prestatie   |
| ------ | ---- | ------------------ | ----------- |
| Goud   | NAM  | Frankie Fredericks | 20,10 (WMR) |
| Zilver | BAR  | Obadele Thompson   | 20,26 (AR)  |
| Brons  | USA  | Kevin Little       | 20,48       |
| 4      | NGR  | Francis Obikwelu   | 20,85       |
| 5      | JPN  | Koji Ito           | 20,95       |
| 6      | USA  | Rohsaan Griffin    | 22,06       |

| rang   | land | naam                  | prestatie  |
| ------ | ---- | --------------------- | ---------- |
| Goud   | ROU  | Ionela Târlea         | 22,39 (WL) |
| Zilver | RUS  | Svetlana Gontsjarenko | 22,69      |
| Brons  | BAH  | Pauline Davis         | 22,70      |
| 4      | RUS  | Oksana Djatschenko    | 23,03      |
| 5      | JAM  | Juliet Campbell       | 23,11      |
| 6      | GER  | Birgit Rockmeier      | 23,74      |

### 400 m
| rang   | land | naam               | prestatie |
| ------ | ---- | ------------------ | --------- |
| Goud   | GBR  | Jamie Baulch       | 45,73     |
| Zilver | USA  | Milton Campbell    | 45,99     |
| Brons  | MEX  | Alejandro Cardenas | 46,02     |
| 4      | BAH  | Troy McIntosh      | 46,05     |
| 5      | JAM  | Roxbert Martin     | 46,85     |
| 6      | GER  | Lars Figura        | 47,06     |

| rang   | land | naam              | prestatie  |
| ------ | ---- | ----------------- | ---------- |
| Goud   | GER  | Grit Breuer       | 50,80 (WL) |
| Zilver | NGR  | Falilat Ogunkoya  | 51,25      |
| Brons  | USA  | Jearl Miles-Clark | 51,45      |
| 4      | MEX  | Ana Guevara       | 51,55      |
| 5      | JAM  | Sandie Richards   | 51,75      |
| 6      | JAM  | Deon Hennings     | 52,04      |

### 800 m
| rang   | land | naam            | prestatie    |
| ------ | ---- | --------------- | ------------ |
| Goud   | RSA  | Johan Botha     | 1.45,47      |
| Zilver | DEN  | Wilson Kipketer | 1.45,49      |
| Brons  | GER  | Nico Motchebon  | 1.45,74      |
| 4      | HUN  | Balázs Koranyi  | 1.46,47 (NR) |
| 5      | IRL  | James Nolan     | 1.47,77      |
| 6      | ZIM  | Savieri Ngidhi  | 1.47,79      |

| rang   | land | naam                   | prestatie     |
| ------ | ---- | ---------------------- | ------------- |
| Goud   | TCH  | Ludmila Formanová      | 1.56,90 (WMR) |
| Zilver | MOZ  | Maria Mutola           | 1.57,17       |
| Brons  | RUS  | Natalia Zyganowa       | 1.57,47 (NR)  |
| 4      | USA  | Meredith Rainey-Valmon | 1.59,11       |
| 5      | MAR  | Hasna Benhassi         | 1.59,57       |
| 6      | AUT  | Stephanie Graf         | 2.04,39       |

### 1500 m
| rang   | land | naam               | prestatie     |
| ------ | ---- | ------------------ | ------------- |
| Goud   | ETH  | Haile Gebrselassie | 3.33,77 (WMR) |
| Zilver | KEN  | Laban Rotich       | 3.33,98       |
| Brons  | ESP  | Andrés Díaz        | 3.34,46       |
| 4      | KEN  | William Tanui      | 3.34,77 (PB)  |
| 5      | POR  | Rui Silva          | 3.34,99 (NR)  |
| 6      | TUN  | Ali Hakimi         | 3.37,88 (SB)  |
| 7      | MAR  | Adil el Kaouch     | 3.38,48 (PB)  |
| 8      | USA  | Richard Boulet     | 3.39,93       |

| rang   | land | naam              | prestatie     |
| ------ | ---- | ----------------- | ------------- |
| Goud   | ROU  | Gabriela Szabó    | 4.03,23 (WMR) |
| Zilver | ROU  | Violeta Szekely   | 4.03,53 (PB)  |
| Brons  | POL  | Lidia Chojecka    | 4.05,86 (NR)  |
| 4      | RUS  | Olga Komjagina    | 4.06,18 (PB)  |
| 5      | RUS  | Svetlana Kanatova | 4.06,20 (PB)  |
| 6      | CZE  | Andrea Suldesová  | 4.06,37 (PB)  |
| 7      | ESP  | Rocío Rodriguez   | 4.10,17 (PB)  |
| 8      | ETH  | Kutre Dulecha     | 4.11,91       |

### 3000 m
| rang   | land | naam               | prestatie |
| ------ | ---- | ------------------ | --------- |
| Goud   | ETH  | Haile Gebrselassie | 7.53,57   |
| Zilver | KEN  | Paul Bitok         | 7.53,79   |
| Brons  | ETH  | Millon Wolde       | 7.53,85   |
| 4      | ITA  | Gennaro di Napoli  | 7.55,60   |
| 5      | ESP  | Jousef El Nasri    | 7.56,70   |
| 6      | USA  | Steve Holman       | 7.56,96   |
| 7      | AUS  | Darren Lynch       | 7.58,12   |
| 8      | ESP  | Marco Antonio Rufo | 7.58,24   |

| rang   | land | naam                    | prestatie    |
| ------ | ---- | ----------------------- | ------------ |
| Goud   | ROU  | Gabriela Szabó          | 8.36,42      |
| Zilver | MAR  | Zahra Ouaziz            | 8.38,43 (AR) |
| Brons  | USA  | Regina Jacobs           | 8.39,14 (AR) |
| 4      | FRA  | Yamna Oubouhou-Belkacem | 8.41,63 (NR) |
| 5      | ROU  | Violeta Szekely         | 8.47,80 (PB) |
| 6      | RUS  | Olga Jegorova           | 8.49,34 (PB) |
| 7      | ESP  | Cristina Petite         | 8.52,85 (PB) |
| 8      | CHN  | Chunmei Wang            | 8.53,44 (AR) |

### 60 m horden
| rang   | land | naam                | prestatie  |
| ------ | ---- | ------------------- | ---------- |
| Goud   | GBR  | Colin Jackson       | 7,38 (WMR) |
| Zilver | USA  | Reggie Torian       | 7,40       |
| Brons  | GER  | Falk Balzer         | 7,44       |
| 4      | USA  | Duane Ross          | 7,50       |
| 5      | POL  | Tomasz Scigaczewski | 7,52       |
| 6      | CUB  | Anier García        | 7,59       |
| 7      | AUT  | Elmar Lichtenegger  | 7,69       |
| 8      | SVK  | Igor Kovac          | 7,81       |

| rang   | land | naam             | prestatie |
| ------ | ---- | ---------------- | --------- |
| Goud   | KAZ  | Olga Sjisjigina  | 7,86      |
| Zilver | NGR  | Glory Alozie     | 7,87      |
| Brons  | CAN  | Keturah Anderson | 7,90 (NR) |
| 4      | SLO  | Brigita Bukovec  | 7,92      |
| 5      | FRA  | Linda Ferga      | 7,95 (PB) |
| 6      | USA  | Melissa Morrison | 7,97      |
| 7      | JAM  | Dionne Rose      | 8,05      |
| 8      | RUS  | Irina Korotya    | 8,09      |

### Verspringen
| rang   | land | naam            | prestatie  |
| ------ | ---- | --------------- | ---------- |
| Goud   | CUB  | Iván Pedroso    | 8,62 (WMR) |
| Zilver | ESP  | Yago Lamela     | 8,56 (AR)  |
| Brons  | USA  | Erick Walder    | 8,30       |
| 4      | SLO  | Gregor Cankar   | 8,28 (AR)  |
| 5      | JAM  | James Beckford  | 8,16       |
| 6      | ROU  | Bogdan Ţăruş    | 8,15       |
| 7      | JPN  | Masaki Morinaga | 8,07 (NR)  |
| 8      | ROU  | Bogdan Tudor    | 7,88       |

| rang   | land | naam                | prestatie |
| ------ | ---- | ------------------- | --------- |
| Goud   | RUS  | Tatjana Kotova      | 6,86 (PB) |
| Zilver | USA  | Shana Williams      | 6,82 (PB) |
| Brons  | BUL  | Iva Prandzheva      | 6,78      |
| 4      | GRE  | Niki Xanthou        | 6,65      |
| 5      | HUN  | Tünde Vaszi         | 6,59      |
| 6      | CHN  | Yingman Guan        | 6,59      |
| 7      | BUL  | Magdalena Khristova | 6,55      |
| 8      | USA  | Dawn Burrell        | 6,49      |

### Hink-stap-springen
| rang   | land | naam                 | prestatie  |
| ------ | ---- | -------------------- | ---------- |
| Goud   | GER  | Charles Friedek      | 17,18 (PB) |
| Zilver | USA  | LaMark Carter        | 16,98 (SB) |
| Brons  | HUN  | Zsolt Czingler       | 16,98      |
| 4      | CUB  | Yoelbi Quesada       | 16,92      |
| 5      | ROU  | Ionuţ Pungă          | 16,87      |
| 6      | ARM  | Armen Martisrosyan   | 16,83      |
| 7      | ISR  | Rogel Nachum         | 16,24      |
| 8      | JPN  | Takanori Sugibayashi | 15,97      |

| rang   | land | naam               | prestatie  |
| ------ | ---- | ------------------ | ---------- |
| Goud   | GBR  | Ashia Hansen       | 15,02 (WL) |
| Zilver | BUL  | Iva Prandscheva    | 14,94 (NR) |
| Brons  | CZE  | Šárka Kašpárková   | 14,87 (NR) |
| 4      | BUL  | Teresa Marinova    | 14,76 (NR) |
| 5      | GRE  | Paraskeví Tsiamíta | 14,63 (NR) |
| 6      | RUS  | Jelena Lebedenko   | 14,59      |
| 7      | CUB  | Yamilé Aldama      | 14,47 (AR) |
| 8      | RUS  | Jelena Donkina     | 14,30      |

### Hoogspringen
| rang   | land | naam               | prestatie |
| ------ | ---- | ------------------ | --------- |
| Goud   | CUB  | Javier Sotomayor   | 2,36 (WL) |
| Zilver | RUS  | Vjatsjelav Voronin | 2,36 (WL) |
| Brons  | USA  | Charles Austin     | 2,33 (SB) |
| 4      | GER  | Martin Buss        | 2,30 (PB) |
| 5      | SWE  | Staffan Strand     | 2,25      |
| 6      | UKR  | Andrij Sokolovsky  | 2,25      |
| 6      | CZE  | Tomáš Janků        | 2,25      |
| 6      | SWE  | Stefan Holm        | 2,25      |

| rang   | land | naam                 | prestatie |
| ------ | ---- | -------------------- | --------- |
| Goud   | BUL  | Christina Kaltscheva | 1,99 (PB) |
| Zilver | CZE  | Suzana Kovačiková    | 1,96      |
| Brons  | USA  | Tisha Waller         | 1,96 (SB) |
| 4      | ROU  | Monica Iagăr-Dinescu | 1,93      |
| 5      | SVK  | Maria Melová         | 1,93      |
| 6      | RUS  | Julia Ljachova       | 1,90      |
| 7      | RUS  | Viktoriya Seryogina  | 1,90      |
| 8      | JPN  | Miki Imai            | 1,85      |

### Polsstokhoogspringen
| rang   | land | naam              | prestatie  |
| ------ | ---- | ----------------- | ---------- |
| Goud   | FRA  | Jean Galfione     | 6,00 (WMR) |
| Zilver | USA  | Jeff Hartwig      | 5,95 (AR)  |
| Brons  | GER  | Danny Ecker       | 5,85       |
| 4      | ESP  | José Manuel Arcos | 5,70       |
| 4      | KAZ  | Igor Potapovich   | 5,70 (SB)  |
| 6      | GER  | Andrei Tivontchik | 5,70       |
| 6      | FRA  | Romain Mesnil     | 5,70       |
| 8      | USA  | Nick Hysong       | 5,50       |

| rang   | land | naam                  | prestatie  |
| ------ | ---- | --------------------- | ---------- |
| Goud   | GER  | Nastja Ryshich        | 4,50 (WMR) |
| Zilver | ISL  | Vala Flosadóttir      | 4,45 (NR)  |
| Brons  | GER  | Nicole Rieger-Humbert | 4,35       |
| Brons  | HUN  | Zsuzsa Szabo          | 4,35       |
| 5      | USA  | Melissa Mueller       | 4,35       |
| 6      | AUS  | Emma George           | 4,35 (SB)  |
| 7      | CZE  | Pavla Hamackova       | 4,35 (PB)  |
| 8      | USA  | Stacy Dragila         | 4,35       |

### Kogelstoten
| rang   | land | naam                | prestatie  |
| ------ | ---- | ------------------- | ---------- |
| Goud   | UKR  | Aleksandr Bahasjtsj | 21,41      |
| Zilver | USA  | John Godina         | 21,06 (SB) |
| Brons  | UKR  | Joeri Bilonoh       | 20,89 (SB) |
| 4      | ESP  | Manuel Martínez     | 20,79 (NR) |
| 5      | FIN  | Arsi Harju          | 20,38      |
| 6      | ITA  | Paolo dal Soglio    | 20,10      |
| 7      | RUS  | Pavel Chumachenko   | 19,82      |
| 8      | BLR  | Andrey Miknevich    | 19,44      |

| rang   | land | naam                        | prestatie |
| ------ | ---- | --------------------------- | --------- |
| Goud   | RUS  | Svetlana Kriveljova         | 19,08     |
| Zilver | POL  | Krystyna Danilczyk-Zabawska | 19,00     |
| Brons  | USA  | Teri Steer-Tunks            | 18,86     |
| 4      | USA  | Connie Price-Smith          | 18,82     |
| 5      | GER  | Nadine Kleinert             | 18,51     |
| 6      | CUB  | Yumileidi Cumbá             | 17,80     |
| 7      | CHN  | Li Meisu                    | 16,63     |
| 8      | JPN  | Yoko Toyonaga               | 15,73     |

### Zevenkamp/Vijfkamp
| rang   | land | naam                | prestatie |
| ------ | ---- | ------------------- | --------- |
| Goud   | POL  | Sebastian Chmara    | 6386 (WL) |
| Zilver | EST  | Erki Nool           | 6374 (NR) |
| Brons  | CZE  | Roman Šebrle        | 6319 (NR) |
| 4      | CZE  | Tomáš Dvořák        | 6309 (PB) |
| 5      | ISL  | Jón Arnar Magnússon | 6293 (NR) |
| 6      | RUS  | Lev Lobodin         | 6153      |
| 7      | HUN  | Dezsö Szabo         | 6029      |
| 8      | USA  | Chris Huffins       | DNF       |

| rang   | land | naam                 | prestatie |
| ------ | ---- | -------------------- | --------- |
| Goud   | USA  | Le Shundra Nathan    | 4753 (WL) |
| Zilver | RUS  | Irina Belova         | 4691      |
| Brons  | POL  | Urszula Wlodarczyk   | 4596      |
| 4      | LTU  | Remigija Nazaroviene | 4505      |
| 5      | AUS  | Jane Jamieson        | 4490 (AR) |
| 6      | FRA  | Nathalie Teppe       | 4472 (NR) |
| 7      | RUS  | Natalya Roshchupkina | 4382      |
| 8      | GER  | Mona Steigauf        | 4380      |

### 4 x 400 m estafette
| rang   | land | naam                                                          | prestatie    |
| ------ | ---- | ------------------------------------------------------------- | ------------ |
| Goud   | USA  | Andre Morris Dameon Johnson Deon Minor Milton Campbell        | 3.02,83 (WR) |
| Zilver | POL  | Piotr Haczek Jacek Bocian Piotr Rysiukiewicz Robert Maćkowiak | 3.03,01 (AR) |
| Brons  | GBR  | Allyn Condon Solomon Wariso Adrian Patrick Jamie Baulch       | 3.03,20 (NR) |
| 4      | JAM  | Michael McDonald Danny McFarlane Linval Laird Roxbert Martin  | 3.05,13 (NR) |
| 5      | JPN  | Kazuhiro Takahashi Jun Osakada Masayoshi Kan Shunji Karube    | 3.06,22      |
| 6      | FRA  | Marc Foucan Emmanuel Front Bruno Wavelet Fred Mango           | 3.06,37 (NR) |

| rang   | land | naam                                                                      | prestatie    |
| ------ | ---- | ------------------------------------------------------------------------- | ------------ |
| Goud   | RUS  | Tatjana Tsjebekina Svetlana Gontjarenko Olga Kotljarova Natalja Nazarova  | 3.24,25 (WR) |
| Zilver | AUS  | Susan Andrews Tania Van Heer Tamsyn Lewis Cathy Freeman                   | 3.26,87 (AR) |
| Brons  | USA  | Monique Hennagan Michelle Collins Zundra Feagin-Alexander Shanelle Porter | 3.27,59      |
| 4      | GER  | Anja Knippel Anja Rücker Ulrike Urbansky Grit Breuer                      | 3.29,06      |
| 5      | JAM  | Lorraine Graham Deon Hemmings Beverly Grant Sandie Richards               | 3.30,16 (NR) |
| 6      | JPN  | Sachiko Kiso Sakie Nobuoka Miho Sugimori Mariko Miura                     | 3.41,47      |

## Verklaring
- WR: Wereldrecord
- WMR: Wereldkampioenschapsrecord
- AR: Werelddeel record
- NR: Nationaal record
- WL: Beste jaarprestatie
- PB: Persoonlijk record
- SB: Beste seizoensprestatie

## Medailleklassement
| Plaats | Land                | Goud | Zilver | Brons | Totaal |
| 1      | Verenigde Staten    | 3    | 8      | 9     | 20     |
| 2      | Rusland             | 3    | 3      | 1     | 7      |
| 3      | Roemenië            | 3    | 1      | –     | 4      |
| 4      | Duitsland           | 3    | –      | 4     | 7      |
| 5      | Verenigd Koninkrijk | 3    | –      | 2     | 5      |
| 6      | Ethiopië            | 2    | –      | 1     | 3      |
| 7      | Cuba                | 2    | –      | –     | 2      |
| 8      | Polen               | 1    | 2      | 2     | 5      |
| 9      | Tsjechië            | 1    | 1      | 2     | 4      |
| 10     | Bulgarije           | 1    | 1      | 1     | 3      |
| 11     | Oekraïne            | 1    | –      | 1     | 2      |
| 12     | Frankrijk           | 1    | –      | –     | 1      |
|        | Griekenland         | 1    | –      | –     | 1      |
|        | Kazachstan          | 1    | –      | –     | 1      |
|        | Namibië             | 1    | –      | –     | 1      |
|        | Zuid-Afrika         | 1    | –      | –     | 1      |
| 17     | Kenia               | –    | 2      | –     | 2      |
|        | Nigeria             | –    | 2      | –     | 2      |
| 19     | Spanje              | –    | 1      | 1     | 2      |
| 20     | Australië           | –    | 1      | –     | 1      |
|        | Barbados            | –    | 1      | –     | 1      |
|        | Denemarken          | –    | 1      | –     | 1      |
|        | Estland             | –    | 1      | –     | 1      |
|        | IJsland             | –    | 1      | –     | 1      |
|        | Marokko             | –    | 1      | –     | 1      |
|        | Mozambique          | –    | 1      | –     | 1      |
| 27     | Hongarije           | –    | –      | 2     | 2      |
| 28     | Bahama's            | –    | –      | 1     | 1      |
|        | Canada              | –    | –      | 1     | 1      |
|        | Mexico              | –    | –      | 1     | 1      |

Parijs 1985 · 
Indianapolis 1987 · 
Boedapest 1989 · 
Sevilla 1991 · 
Toronto 1993 · 
Barcelona 1995 · 
Parijs 1997 · 
Maebashi 1999 · 
Lissabon 2001 · 
Birmingham 2003 · 
Boedapest 2004 · 
Moskou 2006 · 
Valencia 2008 ·
Doha 2010 ·
Istanboel 2012 ·
Sopot 2014 ·
Portland 2016 · 
Birmingham 2018 ·
Belgrado 2022 · 
Glasgow 2024 · 
Nanjing 2025 · 
Toruń 2026
Belgische medaillewinnaars · Nederlandse medaillewinnaars